# Замок Коннах
Замок Коннах (англ. Connagh Castle) — один із замків Ірландії, розташований в графстві Корк, в долині Брейд.

## Історія замку Коннах
Замок Коннах баштового типу, нагадує середньовічний хмарочос — являє собою башту, що піднімається вгору на висоту понад 85 футів. Побудований з дикого каменю — вапняку. Замок побудований в 1550 році сером Томасом Роу Фіцджеральдом — сином XIV графа Десмонд. Він планував стати XV графом Десмонд, але не зміг — титул дістався його молодшому брату Гаррету. Він був вбитий повстанцями у 1583 році — він втратив все, в тому числі і життя. Томас Роу не взяв участь у тій війні — війні Геральдинів і спокійно помер у 1595 році у своєму замку Коннах, а титул графа успадкував його старший син Джеймс, що ввійшов в історію як граф Шуган. Його претензії на титул сучасники вважали незаконними. Під час Дев'ятирічної війни за свободу Ірландії він приєднався до повстанців, його зрадили, він потрапив у полон до англійців у 1599 році, був кинутий в лондонський Тауер, де і помер. Того ж року замок Коннах здобув штурмом лорд-лейтенант Ірландії — граф Ессекс. При цьому замок був сильно зруйнований. Пізніше замок отримав Річард Бойл — граф Корк. Він відбудував замок. У 1641 році спалахнуло повстання за незалежність Ірландії, замок захопили повстанці в 1645 році і над замком замайорів прапор Ірландської конфедерації. Захопленням замку керував лорд Кастлгавен. Захисники замку були віддані мечу. У 1653 році замок вщент згорів.
Попри свою бурхливу історію замок Коннах досить непогано зберігся. Збереглася п'ятиповерхова вежа, поверхи якої з'єднані сходами. Збереглися «кімната графа» зі склепінням на першому поверсі, залишки зовнішньої стіни.